# Fred Zeller
 (août 2024).
Pour les articles homonymes, voir Zeller.
Fred (Frédéric Victor) Zeller, né le 26 mars 1912 à Paris et mort le 7 février 2003 à Bergerac en Dordogne, est un homme politique et un artiste peintre français. Militant trotskiste pendant les années 1930-40, il est élu à la tête du Grand Orient de France (GODF) en 1971, poste qu'il conserve jusqu'en 1973.

## Biographie

### Jeunesses
Issu d'une famille relativement aisée,  très proche des milieux artistiques, il passe son enfance à Melun et ses premières études au collège Jacques Amyot. À 15 ans, il achète d’occasion sa première grande boîte de peinture (« avec des pieds dessous ») qui venait d'un peintre de l'école de Barbizon : Armand Cassagne. Il continue à l'École supérieure des Arts décoratifs de la rue d'Ulm.
Il s'engage dans le mouvement socialiste en adhérant, en 1931, aux étudiants socialistes, puis aux jeunesses socialistes et enfin à la SFIO. Il devient assez vite un des dirigeants des jeunesses socialistes, au sein desquels il anime une tendance appelée « jeunesse socialiste révolutionnaire », et qui s'oppose simultanément à l'aile plus réformiste, proche de la direction de la SFIO et au courant pro-trotskiste proche du groupe bolchévique-léniniste de Gérard Rosenthal. Il crée aussi, en 1935, une revue, Révolution, qu'il anime avec un militant trotskiste, David Rousset.
Secrétaire général des Jeunesses socialistes de la Seine, il en est exclu à son grand étonnement par la direction de la SFIO après le Congrès de Mulhouse de 1935. Il tente d'obtenir de Léon Blum la réintégration des exclus, en vain, puis se rapproche de Marceau Pivert qui vient de créer son courant « Gauche révolutionnaire » au sein de la SFIO. Il est cependant exclu du parti en octobre, en même temps que les trotskistes, notamment ceux du groupe bolchévique-léniniste.
À la recherche de repères politiques, il se laisse convaincre par Jean van Heijenoort de répondre à l'invitation de Trotsky à le rejoindre en Norvège, où il était en résidence surveillée. C'est de cette rencontre que naît son engagement dans le mouvement trotskiste, au sein du Parti Ouvrier Internationaliste.
À son retour à Paris, il participe à la création des Jeunesses socialistes révolutionnaires (JSR) dont le principal animateur est alors un trotskiste, Yvan Craipeau.
Mais il rompt avec le POI en 1937, puis adhère, ainsi que Jean Rous, au Parti socialiste ouvrier et paysan que vient de fonder Marceau Pivert, après son exclusion de la SFIO.

### Seconde Guerre mondiale
Opposé aux accords de Munich et au nazisme, l’artiste devient résistant dès le début de l’Occupation. Après l'armistice de juin 1940, les JSR de Zeller s'unissent avec le Comité pour la IVe Internationale d'Yvan Craipeau et le POI, exsangue. Ils sortent le 30 août 1940 le premier journal clandestin de l'Occupation, La Vérité, organe bolchevique-léniniste.
Il s'éloigne cependant du trotskisme et publie ensuite La Révolution française et Le Combat national révolutionnaire, organes du Mouvement national révolutionnaire (MNR) où il retrouve Jean Rous. Ce mouvement composite n'est pas toléré très longtemps : ses animateurs sont arrêtés en juillet 1941, ce qui marque la fin du MNR.
Après la guerre, il adhère brièvement au Parti communiste internationaliste, de septembre 1946 à la fin de l'année 1947, avant de participer à la création du Rassemblement démocratique révolutionnaire.
Il se retire ensuite progressivement de l’action militante pour se consacrer à la peinture, à la frontière du surréalisme et du symbolisme. En 1948, il se retire à Èze-Village et deux ans plus tard, il y crée un musée d'histoire locale.
Il meurt le 7 février 2003 à Bergerac, âgé de quatre-vingt-dix ans.
En 2009, une exposition rétrospective de son œuvre picturale a été présentée au Centre d’Enseignement et de recherche ENSAM de Chalons en Champagne.

### Franc-maçonnerie
Reçu en 1953 dans la loge « l’Avant-Garde maçonnique » de l'obédience maçonnique du Grand Orient de France, Fred Zeller est élu grand maître du GODF en 1971, poste qu'il occupe jusqu'en 1973. Il engage alors la principale obédience maçonnique française sur les chemins d'une plus grande ouverture au monde. Il revient à l'activité politique, mais de façon moins intense. Adhérent de la SFIO à partir de 1958, il crée le Cercle fraternel d’étude et d’action socialiste, animé par d'anciens trotskistes, et qui sert de passerelle entre le Grand Orient et la SFIO. Il est aussi, jusqu'en 1960, proche du courant Nation socialiste d'Auguste Lecœur et Pierre Hervé.

## Publications
- Trois points, c'est tout (Fred Zeller) Éditions Robert Laffont (1976)
- Les Chemins de la Révolution (Alain Krivine et Fred Zeller) Éditions Belfond (1977)
- Témoin du siècle (Fred Zeller)